# Квалификация третьего дивизиона чемпионата мира по хоккею с шайбой 2008
Квалификация чемпионата мира по хоккею с шайбой 2008 года в III-м дивизионе — спортивное соревнование по хоккею с шайбой под эгидой ИИХФ, проходившее с 15 по 17 февраля 2008 года в Сараево, Босния и Герцеговина. Победитель турнира получил право играть в третьем дивизионе чемпионата мира 2008 года.
Уже после турнира Сборная Армении была дисквалифицирована из-за вопросов, связанных с участиям игроков, не имеющих права выступать за сборную Армении. Команде было засчитано техническое поражение во обоих матчах со счётом 0:5. Позднее конгресс Международной федерации хоккея с шайбой принял решение на год запретить сборной Армении принимать участие во всех турнирах, проводимых под эгидой ИИХФ.

## Участвующие команды
В турнире принимали участие 3 национальные команды — две из Европы и одна из Азии. Ни одна сборная не участвовала в прошлогоднем турнире третьего дивизиона.
| Сборная              | Квалификация                                          |
| -------------------- | ----------------------------------------------------- |
| Босния и Герцеговина | Хозяева, первый раз участвует в турнире               |
| Армения              | Отказалась от участия в третьем дивизионе в 2007 году |
| Греция               | Первое участие после 1999 года                        |

## Турнир
|  | Команда, квалифицирующаяся в третий дивизион чемпионата мира 2008 года |

### Таблица
| М | Сборная              | И | В | ВО | ПО | П | ШЗ | ШП | РШ  | О |
| - | -------------------- | - | - | -- | -- | - | -- | -- | --- | - |
| 1 | Греция               | 2 | 2 | 0  | 0  | 0 | 15 | 1  | +14 | 6 |
| 2 | Босния и Герцеговина | 2 | 1 | 0  | 0  | 1 | 6  | 10 | −4  | 3 |
| 3 | Армения              | 2 | 0 | 0  | 0  | 2 | 0  | 10 | −10 | 0 |

### Результаты
Время местное (UTC+1).
| 15 февраля 2008 20:30 | Греция | 10 : 1 (1:0, 4:1, 5:0) | Босния и Герцеговина | Олимпик Холл Зетра, Сараево Зрителей: 3100 |

| Отчёт | Отчёт                                                          | Отчёт                                                     | Отчёт                                                | Отчёт                 |
| --- | -------------------------------------------------------------- | --------------------------------------------------------- | ---------------------------------------------------- | --------------------- |
| |                                                                |                                                           |                                                      |                       |
| | Нталимпор Плуцис — 00:00-46:07 Георгиос Флотакис — 46:07-60:00 | Вратари                                                   | 00:00-44:47 — Дино Пасович 44:47-60:00 — Амель Капин | Судья: Томас Бернекер |
| | Голы:                                                          |                                                           |                                                      | Судья: Томас Бернекер |
| Игор Апостолидис — 11:30 (П. Иатридис) Николаос Пападопулос (мен.) — 21:54 (И. Апостолидис) Александрос Валсамас-Раллс — 25:18 (И. Пакхос) Лазарос Евкарпидис — 26:55 (Т. Ламбридис) Афанасиос Кесидис (бол.) — 33:10 (И. Апостолидис) Иоаннис Коуфис — 50:38 (И. Апостолидис) Георгиос Каливас (бол.) — 43:46 (Д. Каливас) Иоаннис Коуфис (бол.) — 44:02 Димитриос Каливас — 50:38 (Л. Евкарпидис) Игор Апостолидис (бол.) — 59:18 (И. Коуфис) | 1:0 1:1 2:1 3:1 4:1 5:1 6:1 7:1 8:1 9:1 10:1                   | 20:53 — Муамер Дзамалиджа (бол.) (Д. Мрква, Э. Бараковач) |                                                      | Судья: Томас Бернекер |
| |                                                                |                                                           |                                                      | Судья: Томас Бернекер |
| |                                                                |                                                           |                                                      | Судья: Томас Бернекер |
| |                                                                |                                                           |                                                      | Судья: Томас Бернекер |
| 48 мин | Штраф                                                          | 61 мин                                                    |                                                      | Судья: Томас Бернекер |
| |                                                                |                                                           |                                                      |                       |
| | 46                                                             | Броски                                                    | 19                                                   |                       |

| 16 февраля 2008 20:30 | Армения | 0 : 5 (ТП) Было: 5:8 (2:2, 0:4, 3:2) | Греция | Олимпик Холл Зетра, Сараево |

| Отчёт | Отчёт | Отчёт | Отчёт | Отчёт |
| ----- | ----- | ----- | ----- | ----- |
|       |       |       |       |       |
|       |       |       |       |       |
|       |       |       |       |       |
|       |       |       |       |       |
|       |       |       |       |       |
|       |       |       |       |       |
|       |       |       |       |       |
|       |       |       |       |       |
|       |       |       |       |       |

| 17 февраля 2008 17:00 | Босния и Герцеговина | 5 : 0 (ТП) Было: 1:18 (0:5, 1:8, 0:5) | Армения | Олимпик Холл Зетра, Сараево |

| Отчёт | Отчёт | Отчёт | Отчёт | Отчёт |
| ----- | ----- | ----- | ----- | ----- |
|       |       |       |       |       |
|       |       |       |       |       |
|       |       |       |       |       |
|       |       |       |       |       |
|       |       |       |       |       |
|       |       |       |       |       |
|       |       |       |       |       |
|       |       |       |       |       |
|       |       |       |       |       |

### Лучшие бомбардиры
| Игрок              | И | Г | П | О | Штр | +/− |
| ------------------ | - | - | - | - | --- | --- |
| Игор Апостолидис   | 1 | 2 | 3 | 5 | 4   | +2  |
| Иоаннис Коуфис     | 1 | 2 | 1 | 3 | 4   | 0   |
| Лазарос Евкарпидис | 1 | 1 | 1 | 2 | 0   | +2  |
| Димитриос Каливас  | 1 | 1 | 1 | 2 | 10  | +2  |

Примечание: И = Количество проведённых игр; Г = Голы; П = Голевые передачи; О = Очки; Штр = Штрафное время; +/− = Плюс-минус
По данным: IIHF.com Архивная копия от 5 марта 2016 на Wayback Machine

### Лучшие вратари
В списке вратари, сыгравшие не менее 40 % от всего игрового времени их сборной.
| Игроки           | Мин   | Бр | ПШ | КН    | %ОБ   | И"0" |
| ---------------- | ----- | -- | -- | ----- | ----- | ---- |
| Нталимпор Плуцис | 46:07 | 14 | 1  | 1.30  | 92.86 | 0    |
| Дино Пасович     | 44:47 | 27 | 8  | 10.72 | 70.37 | 0    |

Примечание: Мин = Количество сыгранных минут; Бр = Броски; ПШ = Пропущено шайб; КН = Коэффициент надёжности; %ОБ = Процент отражённых бросков; И"0" = «Сухие игры»
По данным: IIHF.com Архивная копия от 4 марта 2016 на Wayback Machine